# Dietmar Schiffermüller

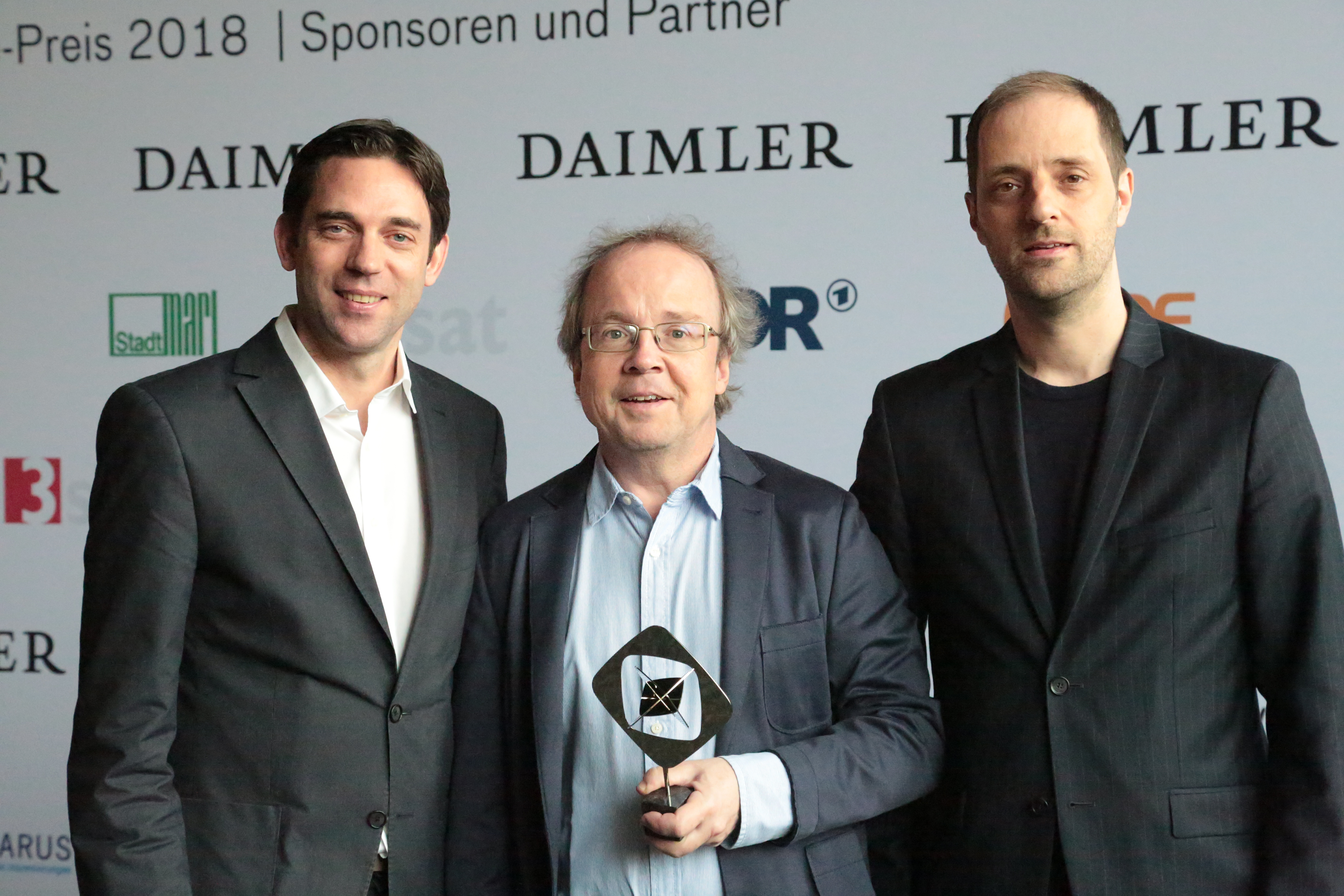
Verleihung des Grimme-Preises 2018 (von links nach rechts) Sven Lohmann, Volker Steinhoff und Dietmar Schiffermüller

Dietmar Schiffermüller (* 1971 in Stuttgart) ist ein deutscher Journalist. Er ist seit 2008 Redaktionsleiter von „Panorama – Die Reporter“ und seit 2018 zudem Redaktionsleiter des funk-Reportageformats „STRG_F“.

## Leben und Wirken
Schiffermüller studierte Politikwissenschaften, Germanistik und Philosophie in Hamburg und London. Er veröffentlichte zahlreiche Hörfunkbeiträge unter anderem für den SWR, NDR und die BBC. Nach dem Studium machte er 1999 ein Volontariat beim Norddeutschen Rundfunk und war als Autor bei ARD-aktuell und NDR aktuell.
Er wurde im Oktober 2005 Redakteur bei Panorama und im Jahr 2008 Mitgründer des Formats „Panorama – Die Reporter“ und ist seitdem der Redaktionsleiter. Das Team von „Panorama – Die Reporter“ deckte 2010 mit der ausgezeichneten Dokumentation Die KiK-Story die miserablen Arbeitsbedingungen beim Textildiscounter KiK und die Ausbeutung in Produktionsländern wie Bangladesch auf.
Er übernahm 2018 zudem die Redaktionsleitung des im gleichen Jahr gegründeten Reportageformats „STRG_F“ des funk-Medienangebots von ZDF und ARD.

## Auszeichnungen
- 2001: Axel-Springer-Preis, Kategorie Fernsehen, für Erklärungsnot bei Politikern – Wie Abgeordnete Steuern sparen (NDR, 2000)
- 2010: Weißer-Ring-Preis, für Wunderwaffe ohne Wirkung – wie Ermittler auf DNA-Spuren sitzen bleiben (NDR, 2007)
- 2010: Redaktionsleiter „Redaktion des Jahres 2010“
- 2010: Otto-Brenner-Preis, 2. Preis, für Die KiK-Story (NDR, 2010)
- 2011: BVKJ-Preis, für Das Märchen von der Chancengleichheit (NDR, 2010)
- 2014: Rias-Preis, 1. Preis, Fernsehpreis, für Geheimer Krieg (NDR, 2013)
- 2014: Nominierung Grimme-Preis, für Geheimer Krieg (NDR, 2013)
- 2017: Nominierung Grimme-Preis, für Panorama – die Show (NDR, 2017)
- 2018: Nominierung Deutscher Fernsehpreis, für Panorama – die Show (NDR, 2017)
- 2018: Grimme-Preis für die Berichterstattung über G20 in Hamburg (NDR, 2017)
- 2019: Medienprojektpreis der Otto-Brenner-Stiftung, als Teil des Teams von STRG_F
- 2019: Goldene Kamera Digital Award, Kategorie „Best of Information“, als Teil des Teams von STRG_F
- 2020: Grimme Online Award, Kategorie Information, als Teil des Teams von STRG_F